# 1285
Năm 1285 là một năm trong lịch Julius.

## Sự kiện
Nhà Trần đánh đuổi quân Mông Nguyên lần Thứ Hai